# Калошинский сельсовет (Константиновский район)
Калошинский сельсовет — упразднённая административно-территориальная единица, существовавшая на территории Московской губернии и Московской области до 1939 года.
Калошинский сельсовет был образован в первые годы советской власти. По данным 1922 года он входил в состав Федорцевской волости Сергиевского уезда Московской губернии.
В 1924 году Калошинский с/с был присоединён к Заболотьевскому с/с, но уже в 1927 году выделен из его состава вновь.
В 1929 году Калошинский с/с был отнесён к Константиновскому району Кимрского округа Московской области.
17 июля 1939 года Калошинский с/с был упразднён. При этом все его населённые пункты (Замостье и Калошино) были переданы в Заболотьевский с/с.